# Котяча акула Кампече
Котяча акула Кампече (Parmaturus campechiensis) — акула з роду Parmaturus родини Котячі акули. Інша назва «юкатанська котяча акула-парматурус».

## Опис
Загальна довжина невідома. Найбільша впіймана акула цього виду була статевонезрілою самицею завдовжки 15,7 см. Голова витягнута. Морда коротка, ніс закруглено. Очі помірного розміру, мигдалеподібні, з мигальною перетинкою. За ними розташовані невеличкі бризкальця. Ніздрі мають трикутні носові клапани. Губні борозни короткі. Рот помірно широкий. Зуби крихітні з 3 верхівками, з яких центральна є найдовшою. У неї 5 пар зябрових щілин, витягнутих у бік голови. Тулуб м'який, в'ялий. Луска дрібна, щільна, шкіра має оксамитовий вигляд. Має 2 спинних плавцях, з яких задній більше за передній. Передній спинний плавець розташовано навпроти черевних плавців. Задній спинний плавець — дещо позаду анального. Анальний плавець дорівнює задньому спинному плавцю. Хвостовий плавець помірно довгий, гетероцеркальний, його наділено гребенями (знизу та зверху), що вкриті звичайно лускою, не збільшеною як в інших видів свого роду.
Забарвлення однотонне: темно-сіро-коричневе.

## Спосіб життя
Тримається на глибині 1000–1100 м. Полює біля дна, є бентофагом. Живиться дрібними ракоподібними та молюсками, невеличкою рибою.
Це яйцекладна акула. Процес парування та розмноження ще достатньо вивчений.

## Розповсюдження
Мешкає на північному заході Мексиканської затоки: у затоці Кампече (Мексика).